# Перегрупування Гофмана — Марціуса

Перегрупування Гофмана — Марціуса

Перегрупування Гофмана — Марціуса (рос. перегруппировка Гофмана — Марциуса, англ. Hofmann — Martius rearrangment) — термічне перетворення N-алкіланілінгідрохлоридів у о- і п-алкіланіліни.